# Cathetosaurus lewisi
Il catetosauro (Cathetosaurus lewisi) è un dinosauro erbivoro appartenente ai sauropodi. Visse nel Giurassico superiore (Kimmeridgiano - Titoniano, circa 155 - 145 milioni di anni fa) e i suoi resti fossili sono stati ritrovati in Nordamerica.

## Descrizione
Questo dinosauro, come tutti i sauropodi, era dotato di collo e coda lunghi, arti colonnari e una piccola testa. Cathetosaurus era un sauropode di medie dimensioni, lungo circa 15 metri, dalla coda relativamente corta e dal cranio camuso, fornito di robusti denti a cucchiaio. L'aspetto generale ricordava moltissimo quello di un altro sauropode nordamericano, Camarasaurus, tanto che i due generi sono stati spesso confusi l'uno con l'altro. Le proporzioni corporee di Cathetosaurus, tuttavia, erano peculiari: la testa era grande se rapportata a quella di Camarasaurus, le zampe erano corte in relazione alla colonna vertebrale presacrale, le costole piuttosto lunghe. Ciò indica che la parte inferiore della cassa toracica si trovava ben al di sotto della regione del ginocchio. Queste caratteristiche, unite alla rotazione della pelvi, indicano un grande volume del ventre (Mateus e Tschopp, 2013).
Secondo l'iniziale descrizione di Cathetosaurus (Jensen, 1988), questo animale possedeva alcune caratteristiche che permettevano di distinguerlo dagli altri sauropodi: ad esempio, le prime vertebre cervicali biforcute erano situate in un punto diverso del collo, ed erano presenti tendini ossificati nella regione del bacino. Tuttavia, successive analisi hanno dimostrato che nessun esemplare di Camarasaurus è così ben conservato da chiarire la posizione delle vertebre cervicali biforcute, e che tendini ossificati sono presenti anche in esemplari grandi e maturi di Camarasaurus lentus e C. supremus; ciò indicherebbe che questa differenza potrebbe essere una caratteristica dovuta all'età dell'individuo (ontogenesi) (Ikejiri, 2005). 
Ulteriori studi basati sul riconoscimento di un nuovo esemplare di Cathetosaurus hanno tuttavia chiarito che questo animale era effettivamente distinto da Camarasaurus. Tra le caratteristiche diagnostiche di Cathetosaurus vi sono: la pelvi ruotata anteriormente, con il pube che si proietta posteroventralmente e l'ischio posteriormente; spuntoni proiettati lateroventralmente nelle spine neurali delle ultime vertebre dorsali; diapofisi delle ultime cervicali e delle prime dorsali dotate di una proiezione laterale alle prezigapofisi; ossa frontali con una proiezione anteriore centrale nelle ossa nasali; un sopraoccipitale di forma trapezoidale (più espanso dorsalmente che ventralmente); uno spuntone laterale nella parte dorsale del lacrimale; un grande forame pineale tra le ossa frontali (Mateus e Tschopp, 2013).

## Classificazione
Cathetosaurus lewisi venne descritto per la prima volta nel 1988 da James Jensen, sulla base di uno scheletro privo di cranio proveniente dalla formazione Morrison in Colorado. Jensen ritenne che questo animale fosse assai simile, ma non identico, al ben noto Camarasaurus (il sauropode più comune proveniente dalla formazione). In seguito, Cathetosaurus è stato attribuito a Camarasaurus, come specie separata (Camarasaurus lewisi). Un nuovo esemplare completo di cranio, proveniente dal Wyoming, ha permesso di verificare che Camarasaurus e Cathetosaurus erano due generi ben distinti, seppur affini. Cathetosaurus sembrerebbe essere il sister group di Camarasaurus in un clade (Camarasauridae) posto alla base del gruppo dei Macronaria.

## Paleobiologia
Secondo James Jensen, la struttura unica della pelvi di Cathetosaurus permetteva a questo animale di alzarsi facilmente sulle zampe posteriori, per raggiungere le cime degli alberi più alti o per difendere i propri cuccioli dai dinosauri predatori. Secondo Jensen, la struttura peculiare dell'ilio era paragonabile a quella dei dinosauri bipedi (Jensen, 1988). Tuttavia non è chiaro se effettivamente Cathetosaurus fosse in grado di sollevarsi sulle zampe posteriori. 